# Imelda (Zamboanga Sibugay)
Imelda è una municipalità di quarta classe delle Filippine, situata nella Provincia di Zamboanga Sibugay, nella regione della Penisola di Zamboanga.
Imelda è formata da 18 baranggay:
- Balugo
- Balungisan
- Baluyan
- Cana-an
- Dumpoc
- Gandiangan
- Israel (Balian Israel)
- La Victoria
- Little Baguio
- Lower Baluran
- Lumbog
- Lumpanac
- Mali Little Baguio
- Poblacion (Santa Fe)
- Pulawan (Mt. View)
- San Jose
- Santa Barbara
- Upper Baluran